# Luis Gabelo Conejo
Luis Gabelo Conejo Jiménez (San Ramón, 1 de enero de 1960) es un exfutbolista costarricense que jugó como portero, siendo el primer portero de Costa Rica en estar en una cita mundialista como la Copa Mundial 1990.

## Trayectoria
Inició su carrera deportiva con la Asociación Deportiva Ramonense, equipo con el que haría su debut oficial en la Primera División de Costa Rica el 27 de noviembre de 1981, en un encuentro ante el Club Sport Herediano con victoria de los florenses de 1-2. En 1989 se vincularía al Club Sport Cartaginés, para posteriormente dar el salto al fútbol extranjero, cuando pasa a formar parte del Albacete Balompié de España en 1991. En ese mismo año se proclamaría campeón de la Segunda División de España con este equipo, donde además obtiene la Copa de la Ciudad de Albacete en 1993, al vencer al São Paulo Futebol Clube de Brasil. En 1994 tendría su regreso a Costa Rica, donde militaría con el Club Sport Herediano por dos temporadas. Regresaría a la Asociación Deportiva Ramonense en 1997, donde tuvo cuatro retiros temporales del fútbol profesional, siendo el 2 de abril de 1997 su retiro oficial, en un encuentro ante el Municipal Puntarenas. Durante su carrera anotó en cinco ocasiones con Ramonense (dos en 1987 y tres en 1988). Participó en 263 juegos y tuvo 274 goles recibidos, tanto en la Primera División de Costa Rica como en la Segunda División de España y la Primera División de España. En los clubes nacionales celebró 182 juegos y permitió 192 goles; y en el Albacete jugó 81 veces (36 en Segunda y 45 en Primera) y encajó 82 goles.
A nivel de selecciones nacionales disputó en 29 juegos internacionales de clase A, en los cuales recibió 28 goles. Fue convocado desde 1983, sin embargo, haría su debut oficial ante la Selección de fútbol de Corea del Sur el 13 de diciembre de 1987. Su último juego fue ante la Selección de fútbol de México el 7 de julio de 1991. Participó en la Copa Mundial de Fútbol de 1990, así como en la Copa de Oro de la Concacaf 1991. Además, como asistente técnico y entrenador de porteros ha participado en la Copa América 2011, Copa de Oro de la Concacaf 2011, Copa Centroamericana 2011, Copa Mundial de Fútbol Sub-20 de 2009, Copa Mundial de Fútbol Brasil 2014, Copa Mundial Femenina de Fútbol Sub-17 de 2008 y Copa Mundial de Fútbol Sub-17 de 2007.

### MundialItalia 90su Consagración ante los Ojos del Mundo
Costa Rica asistía a su primer mundial de fútbol, sabiendo que era en el papel, el rival más débil del grupo. Fue encuadrada en el grupo C junto a Brasil, Escocia y Suecia. En su primer encuentro ante Escocia, Costa Rica dio la sorpresa y venció 1-0 con gol de Juan Cayasso, la actuación de Conejo fue memorable atajando los furibundos remates a bocajarro de los escoceses y ordenando su defensa con autoridad. El segundo partido ante Brasil a pesar de la gran actuación de Gabelo este no pudo evitar la victoria del "scratch" 1-0 gol de Müller.
Para el tercer encuentro frente a los suecos, los "ticos" solo necesitaban un empate para asegurar el 2.º puesto y la clasificación a octavos. Los suecos, a los que solo les valía la victoria, atacaron desde el primer instante y luego de un tiro libre y ante una buena atajada de Conejo, el rebote quedó para Johnny Ekström, que marco el 1-0 a los 32' y así terminó el 1.er tiempo. En el segundo tiempo los "ticos" replantearon su estrategia y se fueron adelante en busca del empate clasificatorio, esto dio sus frutos y Róger Flores con impecable golpe de cabeza dio el empate 1-1. Suecia otra vez se fue con todo, esto fue aprovechado por el joven y rápido Hernán Medford, que en gran corrida, con una defensa sueca abierta, aprovechó y ante la salida del portero Thomas Ravelli, la tocó de derecha al palo más lejano y marcó el 2-1 final. Fue un verdadero "batacazo" y uno de los días más gloriosos y celebrados, del deporte y la afición costarricense. En octavos enfrentaban a los checoslovacos, pero Conejo no pudo jugar, al lesionarse el hombro ante los suecos, su lugar fue ocupado por Hermidio Barrantes. Costa Rica cayó 4-1 y se despidió como la sorpresa del mundial. Muchos ticos se preguntaron, ¿qué habría pasado si Gabelo Conejo hubiera atajado?.
Entre sus mayores distinciones individuales se encuentran la selección de la revista France Football como uno de los dos mejores arqueros de la Copa Mundial de Fútbol de 1990; el primero fue Walter Zenga de Italia, escogido por puntuación, (France Football N.º 2309) y Conejo, escogido por un panel de cuatro periodistas de la revista. (France Football N.º 2310) y la designación en el puesto 96 entre los 100 héroes de la Copa del Mundo en el suplemento de la revista publicado el 14 de junio de 1994. (Les 100 héros de la Coupe du monde, France Football N.º 2514). La Federación Internacional de Historia y Estadística de Fútbol lo designó el segundo mejor portero del siglo en la Concacaf. Además, es miembro de la Galería Costarricense del Deporte desde el 2010.
Premios individuales.
Premio a mejor tercer portero del mundo en 1991 por la IFFHS

### Participaciones en Copas del Mundo
| Mundial                        | Sede   | Resultado        | Partidos | Goles |
| ------------------------------ | ------ | ---------------- | -------- | ----- |
| Copa Mundial de Fútbol de 1990 | Italia | Octavos de final | 3        | -2    |

## Clubes
| Club              | País       | Año            |
| ----------------- | ---------- | -------------- |
| C.S Cartaginés    | Costa Rica | (Desconocido)  |
| A.D Ramonense     | Costa Rica | 1985-1990      |
| Albacete Balompié | España     | 1990;1992-1994 |
| C.S Herediano     | Costa Rica | 1995-1996      |
| A.D Ramonense     | Costa Rica | 1996-1997      |

## Palmarés

### Títulos nacionales
| Título                     | Club              | País   | Año  |
| -------------------------- | ----------------- | ------ | ---- |
| Segunda División de España | Albacete Balompié | España | 1991 |